# Pixel Qi
Pixel Qi är ett amerikanskt företag som startats av Mary Lou Jepsen, före detta chefstekniker och medgrundare av organisationen One Laptop per Child (OLPC). PIxel Qi utvecklar en billigare och energi-effektivare teknik än den som för närvarande[när?] används i datorerna från OLPC.